# Kepler-55
Kepler-55 è una stella situata nella costellazione della Lira, di magnitudine apparente +16,3. Attorno alla stella, nel 2012, sono stati scoperti due pianeti extrasolari con il metodo del transito, nell'ambito della Missione Kepler. Nel 2014 sono stati confermati altri 3 pianeti, portando a cinque il numero di esopianeti presenti nel sistema.
Basandosi su massa, raggio e temperatura superficiale, la stella è una nana arancione di tipo spettrale K6V, più piccola e fredda del Sole. 

## Sistema planetario
I due pianeti scoperti ruotano attorno alla stella madre in 28 e 42 giorni, ad una distanza rispettivamente di 0,15 e 0,20 UA. Le masse dei due pianeti non sono conosciute con precisione; dovrebbero essere attorno a 5-6 masse terrestri, mentre i raggi sono oltre il doppio del raggio terrestre, il che fa supporre che i due pianeti siano delle super Terre. 
Le temperature d'equilibrio stimate sono rispettivamente di 375 e 326 K; se un eventuale effetto serra creato da una spessa atmosfera non riscalda troppo la temperatura di Kepler-55 c, sulla sua superficie potrebbe esistere acqua allo stato liquido, anche se probabilmente la temperatura sarebbe troppo calda per organismi complessi così come li conosciamo sulla Terra, e potrebbe consentire solo l'esistenza di organismi termofili.

### Prospetto del sistema
| Pianeta | Massa | Raggio  | Periodo orb.   | Sem. maggiore | Scoperta |
| ------- | ----- | ------- | -------------- | ------------- | -------- |
| d       | —     | 1,59 R⊕ | 2,211 giorni   | 0,029 UA      | 2014     |
| e       | —     | 1,55 R⊕ | 4,618 giorni   | 0,048 UA      | 2014     |
| f       | —     | 1,59 R⊕ | 10,1986 giorni | 0,081 UA      | 2014     |
| b       | —     | 2,16 R⊕ | 27,95 giorni   | 0,455 UA      | 2012     |
| c       | —     | 2,07 R⊕ | 42,143 giorni  | 0,505 UA      | 2012     |